# Norwegischer Fußballpokal der Männer 1964
Der norwegische Fußballpokal 1964 (kurz auch NM-Cup 1964 genannt) war die 59. Austragung des Fußballpokalwettbewerbs der Männer. Pokalsieger wurde Rosenborg Trondheim. Das Team setzte sich im Finale gegen Sarpsborg FK durch. Durch den Sieg qualifizierte sich Rosenborg für die Vorrunde im Europapokal der Pokalsieger 1965/66.

## 1. Runde
| Datum      |                     | Ergebnis |           |
| ---------- | ------------------- | -------- | --------- |
| 03.06.1964 | SFK Lyn Oslo        | 4:0      | Sørli IF  |
| 05.06.1964 | Rosenborg Trondheim | 5:1      | Løkken IF |
|            | Brann Bergen        | 11:00    | SK Hardy  |
| 07.06.1964 | Vindbjart FK        | 0:5      | Odds BK   |

- 60 weitere Spiele liegen nicht vor

## 2. Runde
| Datum      |                      | Ergebnis  |                       |
| ---------- | -------------------- | --------- | --------------------- |
| 21.06.1964 | Aurskog IL           | 0:2       | Borgen IL             |
|            | SK Baune             | 2:5       | Bryne FK              |
|            | SFK Bodø-Glimt       | 6:0       | Verdal IL             |
|            | IF Borg              | 2:5 n. V. | Vålerenga Oslo        |
|            | SK Djerv 1919        | 2:2 n. V. | SK Djerv              |
|            | FK Donn              | 0:0 n. V. | SK Ulf                |
|            | Eidsvold Turn        | 2:0       | Frigg Oslo FK         |
|            | Eik IF               | 0:3       | Larvik Turn           |
|            | SK Falken            | 0:2       | Molde FK              |
|            | Fram Larvik          | 2:3       | FK Vigør              |
|            | Fredrikstad FK       | 2:0       | Asker SK              |
|            | FK Gjøvik Lyn        | 3:1       | FK Fremad Lillehammer |
|            | Greåker IF           | 2:1       | Lisleby FK            |
|            | Ham-Kam              | 1:1 n. V. | Strømmen IF           |
|            | FK Jerv              | 1:1 n. V. | Sandefjord BK         |
|            | Kristiansund FK      | 3:4       | Rosenborg Trondheim   |
|            | Langevåg IL          | 0:2       | Raufoss IL            |
|            | Lillestrøm SK        | 1:2       | SBK Drafn             |
|            | FK Mandalskameratene | 2:1       | Start Kristiansand    |
|            | Moss FK              | 2:4       | Sarpsborg FK          |
|            | SK Nessegutten       | 1:3       | Steinkjer FK          |
|            | Nidelv IL            | 2:1       | Tromsø IL             |
|            | Nymark IL            | 1:3       | Årstad IL             |
|            | Randaberg IL         | 1:0       | FK Vidar              |
|            | IL Runar Sandefjord  | 2:4       | FK Ørn                |
|            | Skeid Oslo           | 7:0       | Koppang IF            |
|            | Aalesunds FK         | 0:1       | SK Rollon             |
|            | Åndalsnes IF         | 0:5       | FK Kvik Trondheim     |
|            | Åssiden IF           | 1:2       | Østsiden IL           |
| 25.06.1964 | SFK Lyn Oslo         | 6:3       | Strømsgodset IF       |
|            | Odds BK              | 2:1       | IF Pors               |
| 28.06.1964 | Brann Bergen         | 5:1       | SK Vard Haugesund     |

### Wiederholungsspiele
| Datum      |               | Ergebnis |               |
| ---------- | ------------- | -------- | ------------- |
| 28.06.1964 | SK Djerv      | 2:4      | SK Djerv 1919 |
|            | SK Ulf        | 3:2      | FK Donn       |
|            | Strømmen IF   | 1:2      | Ham-Kam       |
|            | Sandefjord BK | 4:0      | FK Jerv       |

## 3. Runde
| Datum      |                     | Ergebnis  |                      |
| ---------- | ------------------- | --------- | -------------------- |
| 02.08.1964 | Larvik Turn         | 1:0       | SFK Lyn Oslo         |
|            | Sarpsborg FK        | 2:1       | Eidsvold Turn        |
|            | Raufoss IL          | 3:1       | Greåker IF           |
|            | SBK Drafn           | 8:4 n. V. | Nidelv IL            |
|            | Sandefjord BK       | 3:1       | Randaberg IL         |
|            | SK Ulf              | 0:2       | Odds BK              |
|            | Molde FK            | 3:2       | Fredrikstad FK       |
|            | Rosenborg Trondheim | 2:0       | SK Rollon            |
|            | Østsiden IL         | 0:3       | Ham-Kam              |
|            | Bryne FK            | 1:3       | Årstad IL            |
|            | Borgen IL           | 0:3       | Skeid Oslo           |
|            | FK Vigør            | 2:1       | FK Ørn               |
|            | FK Kvik Trondheim   | 0:3       | FK Gjøvik Lyn        |
|            | Vålerenga Oslo      | 4:3       | FK Mandalskameratene |
|            | SK Djerv            | 1:4       | Brann Bergen         |
|            | Steinkjer FK        | 5:2       | SFK Bodø-Glimt       |

## 4. Runde
| Datum      |               | Ergebnis  |                     |
| ---------- | ------------- | --------- | ------------------- |
| 23.08.1964 | Årstad IL     | 3:2 n. V. | Raufoss IL          |
|            | Molde FK      | 0:2       | Vålerenga Oslo      |
|            | Odds BK       | 1:0       | Larvik Turn         |
|            | FK Vigør      | 1:2       | Sandefjord BK       |
|            | Skeid Oslo    | 1:2       | Rosenborg Trondheim |
|            | Ham-Kam       | 1:2       | Brann Bergen        |
|            | FK Gjøvik Lyn | 0:2       | Steinkjer FK        |
|            | SBK Drafn     | 2:5       | Sarpsborg FK        |

## Viertelfinale
| Datum      |                     | Ergebnis  |               |
| ---------- | ------------------- | --------- | ------------- |
| 06.09.1964 | Sarpsborg FK        | 1:0       | Steinkjer FK  |
|            | Vålerenga Oslo      | 4:2 n. V. | Brann Bergen  |
|            | Årstad IL           | 1:3 n. V. | Odds BK       |
|            | Rosenborg Trondheim | 3:1 n. V. | Sandefjord BK |

## Halbfinale
| Datum      |                     | Ergebnis  |                |
| ---------- | ------------------- | --------- | -------------- |
| 18.10.1964 | Rosenborg Trondheim | 3:1       | Vålerenga Oslo |
| 18.10.1964 | Odds BK             | 1:1 n. V. | Sarpsborg FK   |

### Wiederholungsspiel
| Datum      |              | Ergebnis  |         |
| ---------- | ------------ | --------- | ------- |
| 21.10.1964 | Sarpsborg FK | 2:0 n. V. | Odds BK |

## Finale
| Rosenborg Trondheim                         | Rosenborg Trondheim | Sarpsborg FK | Sarpsborg FK |
| ------------------------------------------- | --- | --- | ------------ |
| Rosenborg Trondheim                         | \| Finale \| \| 25. Oktober 1964 in Oslo (Ullevaal-Stadion) \| \| Ergebnis: 2:1 (1:0) \| \| Zuschauer: 24.665 \| \| Schiedsrichter: Johan Riseth \| \| Spielbericht \|   | \| Finale \| \| 25. Oktober 1964 in Oslo (Ullevaal-Stadion) \| \| Ergebnis: 2:1 (1:0) \| \| Zuschauer: 24.665 \| \| Schiedsrichter: Johan Riseth \| \| Spielbericht \| | Sarpsborg FK |
| Rosenborg Trondheim                         | Sverre Fornes – Knut Jensen, Kjell Hvidsand – Kåre Rønnes, Harald Gulbrandsen, Egil Nygaard – Tore Pedersen, Birger Thingstad, Tore Lindvåg, Eldar Hansen, Tor Kleveland | | Sarpsborg FK |
| Rosenborg Trondheim                         | 1:0 Tor Kleveland (32.) 2:0 Tore Pedersen (55.) | 2:1 Martin Kjølholt (85., Elfmeter) | Sarpsborg FK |
| Finale                                      | | |              |
| 25. Oktober 1964 in Oslo (Ullevaal-Stadion) | | |              |
| Ergebnis: 2:1 (1:0)                         | | |              |
| Zuschauer: 24.665                           | | |              |
| Schiedsrichter: Johan Riseth                | | |              |
| Spielbericht                                | | |              |